# Tuolumne City (Kalifornija)
Tuolumne City je naseljeno područje za statističke svrhe u američkoj saveznoj državi Kalifornija. Prema popisu stanovništva iz 2010. u njemu je živjelo 1.779 stanovnika.